# A Mozilla Firefox története
A Mozilla Firefox projektet Dave Hyatt és Blake Ross hozta létre a Mozilla projekt kísérleti ágaként. A Firefox 1.0 2004. november 9-én, az 1.5 2005. november 29-én, a 2.0 2006. október 24-én, a 3.0 verzió pedig 2008. június 17-én jelent meg.

## A Firefox kezdete

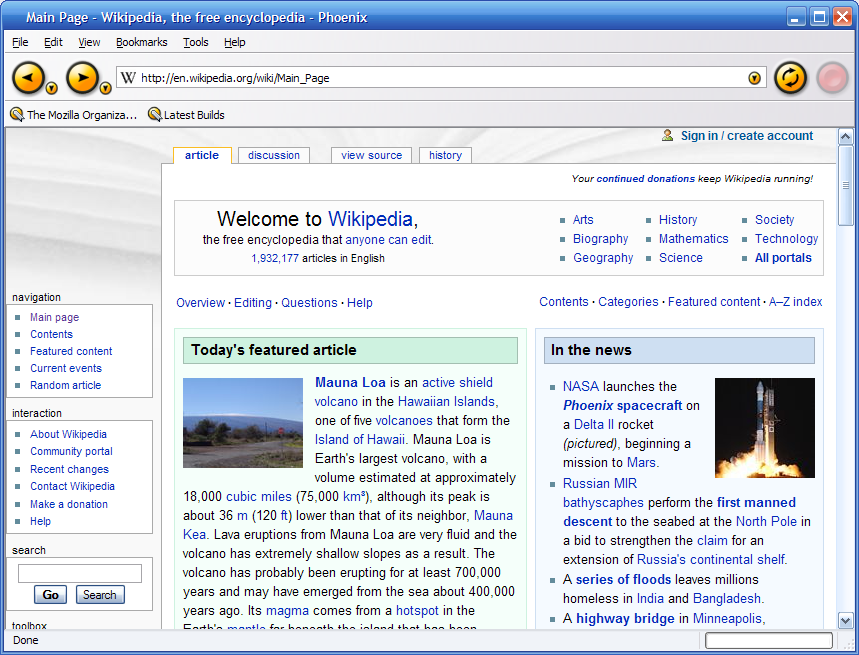
Phoenix 0.1, az első hivatalos megjelenés

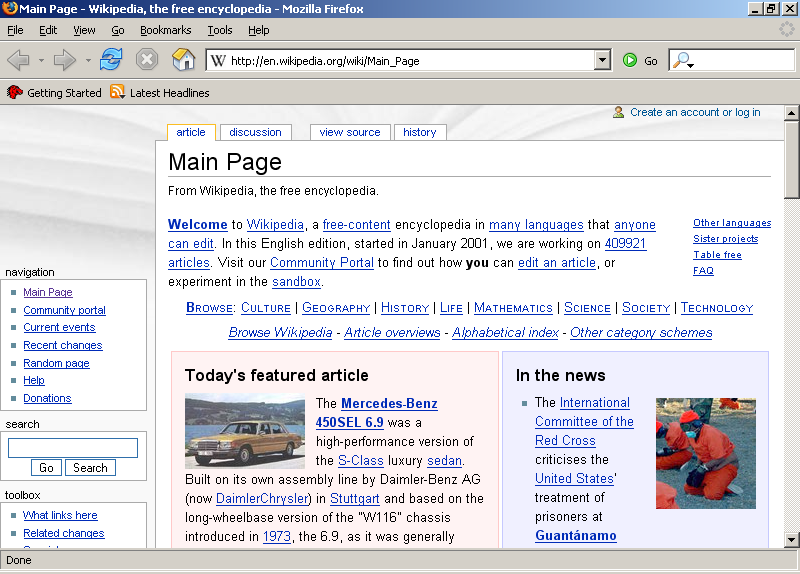
Firefox 1.0, az első nagyközönségnek szánt verzió.

Hyatt és Ross a Mozilla Alkalmazáscsomag (kódneve: SeaMonkey) elhízását látva fogott bele az új projektbe. A SeaMonkey tartalmazott IRC klienst, e-mail és hírolvasó klienst valamint egy WYSWYG HTML szerkesztőt.
A Firefox megőrizte az eredeti Mozilla böngésző platformfüggetlen jellegét a XUL használatának köszönhetően. A XUL használata lehetővé tette, hogy a program képességeit kiegészítők segítségével növeljék, valamint külsejét különböző témákkal variálják. A kiegészítők fejlesztései és telepítései felvetettek bizonyos biztonsági problémákat, így a Firefox 0.9 verzió megjelenésével egyetemben a Mozilla Alapítvány elkészítette a Mozilla Update webhelyet, ahol ellenőrzött, jóváhagyott kiegészítők és témák kerültek fel. A XUL használata különbözteti meg a Firefoxot a többi böngészőtől, beleértve más olyan projekteket, melyek a Mozilla-alapú Gecko böngészőmotort használják, valamint azokat a böngészőket, melyek a rendszer natív megjelenéséhez igazodnak (a Galeon és Epiphany a GTK+, a K-Meleon az MFC, a Camino pedig a Cocoa megjelenést használja). Ezek közül sok projekt előbb keletkezett, mint a Firefox, és valószínűleg inspiráló hatással voltak rá.
Habár a Mozilla Alapítvány tervei szerint az elavult Mozilla Alkalmazáscsomag helyét a Firefox vette volna át, az alkalmazáscsomag fejlesztése mégis 2006. április 12-ig tartott, ugyanis sok vállalat használta a programot. A Mozilla közösség továbbra is fejleszti az alkalmazáscsomagot, és új verziókat ad ki SeaMonkey néven, ezzel elkerülve az esetleges Mozilla Alkalmazáscsomag névből származó félreértéseket.
2004. február 5-én az AMS a Mozilla Firefoxot (akkor még Firebirdnek hívták) a legjobb nyílt forrású projektnek nevezte, és a "Tier 1" díjjal jutalmazta (ami azt jelenti "A kategória legjobbja). Ezzel tulajdonképpen az AMS a Firebirdet (ahogy akkoriban hívták) egy biztonságos és egy technológiai szempontból erős szoftvernek ismerték el.

## Név
A projekt, melyből a Firefox keletkezett a Mozilla Alkalmazáscsomag kísérleti ága volt, melyet m/b-nek hívtak, mely a mozilla/böngésző rövidítése. Mikor már elég jól haladt a fejlesztés, 2002 szeptemberében kiadták egy nyilvános béta változatot (binárisokat) Phoenix néven.
A Phoenix nevet 2003. április 14-én Firebirdre változtatták védjegy vita miatt, ugyanis volt egy ilyen BIOS gyár Phoenix Technologies néven. A Firebird név elég vegyes reakciókat váltott ki, ugyanis volt már egy ilyen nevű adatbázis szerver (amely mellesleg szintén nyílt forrású). Április végén a Mozilla Alapítvány hivatalosan bejelentette, hogy a böngésző neve Mozilla Firebird, így különböztetve meg a Firebirdtől. Végül a Firebird (adatbázis szerver) közösség nyomására 2004. február 9-én megváltoztattak Mozilla Firefoxra.
A Firefox névre esett a választás részben azért, mert hasonlított a Firebirdre, valamint egyedinek számított a számítógépes közegekben. Annak bebiztosítására, hogy ne kelljen még egyszer nevet cserélni, a Mozilla Alapítvány 2003 decemberében elkezdte a védjegy bejegyzés folyamatát az Amerikai Egyesült Államok védjegyekkel foglalkozó szervezeténél. A bejegyzés folyamata végül a Firefox 0.8 megjelenését késleltette, ugyanis kiderült, hogy az Egyesült Királyságban a Firefox név a "The Charlton Company" által védett név (a szoftverük neve). A cég azonban megengedte a név használatát. A név körüli bonyadalmak ihlették a "Firesomething" (jelentése: Firevalami) kiegészítő elkészítését, mellyel a felhasználók átnevezhették a programot bármire. Így születtek olyan nevek, mint a Mozilla Firesomething, Mozilla Firebadger (jelentése: borz) és a Mozilla Hypnotoad (jelentése: hipnotizáló varangy).

## Vizuális megjelenés
A szabad szoftvereket gyakran vádolják azzal, hogy csupán programozók írják - nem pedig grafikusok és használhatóságot figyelembe vevő specialisták -, így a grafikus felületek (pl. ikonok) el vannak hanyagolva. A Firefox korai verzió, azaz a Firebird és Phoenix kiadásakor a fejlesztők igyekeztek a vizuális látványra is odafigyelni, de még így sem érte el bizonyos professzionális programok színvonalát.
2003 októberében megjelent egy Steven Garrity által írt cikk, melyben kifejti, miért nem megfelelő a Mozilla grafikus-vizuális állapota. A cikk nagy figyelmet kapott. (Annyian látogatták a cikket, hogy egy időre elérhetetlenné vált.)
Nem sokkal később a Mozilla Alapítvány meghívta Garrity-t az új vizuális felület kifejlesztésének vezetőjének. A 2004 februárjában megjelent Firefox 0.8 verzióban már az új felület debütált, valamint a silverorange (webfejlesztők egy csoportja, akiknek már tartós és jó kapcsolata volt a Mozillával) által tervezett új ikonok is helyet kaptak, melyen Jon Hicks finomított még egy kicsit. Hicks egyébként korábban már dolgozott a Caminón is. Később a logót frissítették, mivel nagyításkor néhány hibát észrevettek.
A logón egy róka látható, annak ellenére, hogy a tűzróka igaziból a vörös pandának a neve. A logó célja az volt, hogy szép legyen, de ne egy túlzott művészeti alkotás. A logónak könnyen megjegyezhetőnek és felismerhetőnek kellett lennie, ugyanakkor fontos volt, hogy a többi ikon közt jól mutasson. Ennek kellett lennie a termék végső logójának.

## Külső hivatkozások
- A Firefox korábbi verziói